# Tonći Kukoč-Petraello
Tonći Kukoč-Petraello (Split, 25. rujna 1990.) hrvatski je nogometaš koji igra na poziciji lijevog beka. Trenutačno igra za Segestu.
Kukoč-Petraello, inače rođak bivšeg NBA košarkaša Tonija Kukoča, odradio je juniorski staž u Hajduku. Radi se o lijevonogom veznom igraču podjednako dobrom u napadačkom i obrambenom dijelu igre. Odlikuju ga iznimna fizička snaga i brzina, te, što je posebno važno za krilnog igrača, moć ponavljanja. U dobi od 18 godina, prošao je probu u moskovskom Saturnu, no nije mogao preći u rusku premijer ligu jer je još uvijek imao stipendijski ugovor s Hajdukom. Nakon što je potpisao novi četverogodišnji ugovor sa splitskim klubom, od srpnja 2009. igra na posudbi u Istri 1961., u kojoj je imao svoj debitantski nastup u Prvoj HNL. Početkom 2010. vraća se u Hajduk koji ga potom šalje na posudbu u drugoligaški Mosor. Za momčad iz Žrnovnice debitirao je 27. veljače.
Igrao je za Zrinjski Mostar i druge klubove, a u Opatiju je došao u zimu 2021. godine.
Statistika u Hajduku
| Natjecanje        | Nastupi | Zgoditci |
| ----------------- | ------- | -------- |
| Prvenstvo         | 22      | 2        |
| Kup               | 5       | 0        |
| Superkup          | 0       | 0        |
| Međunarodne       | 2       | 0        |
| Splitski podsavez | 0       | 0        |
| Ukupno            | 29      | 2        |
| Prijateljske      | 29      | 6        |
| Sveukupno         | 58      | 8        |

## Vanjske poveznice
- HNL statistika